# Steinburg (Holstein)
Die Steinburg ist eine abgegangene, vermutlich in den Jahren nach 1300 erbaute Niederungsburg, die urkundlich erstmals 1307 erwähnt wurde. Sie befand sich im heutigen Ortsteil Steinburg der Gemeinde Süderau im nach ihr benannten Kreis Steinburg. An die alte Steinburg erinnert heute nur noch das denkmalgeschützte Ensemble des von einem Erlenkranz und dem Wehrgraben umschlossenen Burghügels nördlich der Landesstraße 112.

## Errichtung, Verwaltungssitz und Abbruch

### Verwaltungssitz des Vogtes
Die Steinburg wurde errichtet als Verwaltungszentrum der seit dem Beginn des 13. Jahrhunderts eingedeichten und besiedelten Kremper Marsch. Deren neue Siedler waren freie Bauern, die abgabenmäßig, rechtlich, militärisch und politisch der Herrschaft der Grafen von Schauenburg und Holstein unterstanden. So wird 1238 ein Vogt des Grafen Adolph IV mit Sitz auf der Itzehoer Burg erwähnt, der für die Wilstermarsch und die Kremper Marsch zuständig ist. Die Vögte erhielten ihr Amt als erbliches Lehen. Nach Konflikten mit den gräflichen Landesherren wurde der Burgvogt ab der zweiten Hälfte des 14. Jahrhunderts vom jeweiligen Landesherrn ernannt.
Nach der Abtrennung der Kremper Marsch an die Kieler Linie hatte Graf Johann II zu Kiel im Jahre 1293 einen Vogt Nicolaus, der als „advocatus in palude“ bezeichnet wurde. Wenn auch keine Quellen hierzu vorliegen, ist anzunehmen, dass ebendieser Johann II den Bau der Steinburg veranlasste. Als zur Vogtei gehörend wurden 1307 in einer Urkunde genannt: Hohenfelde, Horst (Holstein), Neuenbrook, Krempe, Neuenkirchen, Borsfleth, Süderau, Heiligenstedten und Bole (1412/3 in einer Elbflut untergegangen).

### Strategische Aufgabe der Festung
Am Übergang von der Geest zur Marsch gelegen war die Steinburg strategisch günstig positioniert worden an der alten Straße, die am Rande des Elbeurstromtals von Hamburg nach Itzehoe führte und die hier die damals noch schiffbare Kremper Au kreuzte. Die Straße war auf der Grevenkoper Fluss-Seite durch einen „Rönnebaum“ genannten Schlagbaum geschlossen, an dem vermutlich auch Wegezoll erhoben wurde.
In kriegerischen Zeiten wirkte die Festungsanlage der Steinburg mit Wall und Wehrgraben als Wegesperre, militärischer Stützpunkt des Landesherrn sowie bei Bedarf als Schutz- und Fluchtburg für die Bevölkerung vor heranziehenden feindlichen Truppen.

### Aufbau und Entwicklung der Steinburg
Ansichten der Steinburg sind nicht überliefert. Hinweise auf die Gestalt der Burg lassen sich jedoch ableiten aus den Resten des quadratischen Fundaments mit 40 m messenden Außenmauern, das aus mit Segeberger Kalk fest vergossenen Findlingen bestand. Diese wurden vom damaligen Besitzer 1884 vollständig geborgen und in der Folgezeit für den Chausseebau verkauft.
Eine mittlere, in Ost-West-Richtung verlaufende Trennlinie im Grundriss aus ebensolchen Steinen verrät, dass das Gesamtgebäude aus zwei aneinander stehenden, untereinander verbundenen Häusern zusammengesetzt war (Doppelhaus), deren Giebel zur Kremper Au hin zeigten. Der Felssteinfundierung verdankt die Steinburg wohl ihren Namen. Über ihnen war aus Ziegelsteinen das Hauptgebäude zweigeschossig als Festes Haus aufgemauert. Im Erdgeschoss befanden sich die Pförtnerwohnung, das Archiv, das Amtszimmer, das Gefängnis, Wohnräume der Dienerschaft und Vorratsräume, während die Wohnung des Vogts den ersten Stock einnahm.
Dieses Haus war in der Bauform der Motte (Turmhügelburg) zentral auf dem 60 m im Durchmesser weiten Burghügel, der von einem 4 m breiten inneren Wehrgraben umgeben war, errichtet worden. Von Süden querte ihn eine Zugangsbrücke. Dem Wehrgraben vorgelagert war ein Erdwall, der nach außen durch einen weiteren Burggraben gesichert wurde. Das Burgtor im Wall und die Holzbrücke befanden sich auf der Westseite der Burg an der schmalen Landstelle zwischen der Au und dem Graben.
Des Weiteren gehörte zur Burg ein Vorwerk von ca. 250 ha Größe, das den Unterhalt der Besatzung sichern sollte. Neben diesem gab es ein Wirtshaus und eine Mühle sowie in der Au einen Schiffswendeplatz. Die Bauern der Marsch waren zum Burgwerk, zur Unterhaltung der Werke und zum Kleien der Gräben verpflichtet.

### Amt Steinburg
Als der Schauenburger Herzog Adolph VIII 1459 ohne Erbnachfolger verstorben war, ging die Steinburg an seinen Neffen, den dänischen König Christian I, über. Nachdem dieser 1460 im Vertrag von Ripen die Landesherrschaft übernommen hatte, wurde die Vogtei Steinburg zum Amt Steinburg mit einem jeweils vom König eingesetzten Amtmann. Dessen Zuständigkeit umfasste die gesamte allgemeine Verwaltung (wie Polizeiwesen, Infrastruktur- und Deichwesen etc.) sowie das Gerichts-, Steuer- und Militärwesen.
In der Folgezeit erfuhr die Steinburg verschiedene Veränderungen.
- Nach gut 160 Jahren ihres Bestehens war die Steinburg in einem so schlechten Zustand, dass eine Reparatur unumgänglich erschien. Deshalb erhielten die Hamburger als damalige Pfandherren am 7. Nov. 1469 eine königliche Vollmacht Christians I, die Burg auf seine Kosten gründlich instand zu setzen. Doch war der Verfall größer als ursprünglich angenommen. So gestattete der König am 1. Sept. 1470 den Hamburger Pfandbesitzern das Schloss niederzubrechen und nach ihrem Willen neu zu erbauen, wofür er insgesamt 4000 Mark zur Verfügung stellte. Die Unterschiede zum Vorgängerbau sind nicht bekannt.
- Im Jahre 1508 ließ Herzog Friedrich die Burg neu befestigen. Die Bauern der Kremper- und Wilstermarsch mussten Hand- und Spanndienste leisten, die Städte Krempe, Itzehoe und Wilster unterstützten das Vorhaben mit freiwilligen Geldbeiträgen. Welchen Umfang gegenüber dem Vorzustand diese Maßnahme hatte, ist nicht bekannt. Es zeigt aber, dass die Steinburg zu diesem Zeitpunkt noch einen wichtigen militärstrategischen Stellenwert hatte.
- Im Jahre 1555 scheint der bauliche Zustand der Steinburg schon wieder desolat gewesen zu sein, denn als Jürgen von Ahlefeldt zu Stellau am 3. April zum Amtmann bestellt wurde, wies man ihm die Stadt Krempe als Wohnsitz zu. In dieser Zeit wird das Amt nach der Stadt Krempe benannt. Die Steinburg wurde nur noch als Vorwerk weitergeführt.
- 1576 erhielt der Amtmann Josias von Qualen den Befehl, die Steinburg neu zu errichten. Dies erfolgte auf dem alten Fundament. Der neue Bau hatte ein stattliches Aussehen und zusätzlich einen achteckigen Treppenturm an der Nordwestecke erhalten. Dieser war der einzige bodenständige Turm. Gesprochen wird später von 3 Türmen. Die beiden weiteren, sofern es sie gegeben hat, müssten Dachreiter gewesen sein. Der König ließ für sich und die Königin darin Zimmer vorsehen.
- Zu Beginn des Kaiserlichen (Dreißigjährigen) Krieges war Detlev Rantzau Amtmann auf der Steinburg. Bis Januar 1626 ergingen seine Erlasse von der Steinburg. Danach wurde der Sitz des Amtes nach Gut Drage verlegt.
- Am 11. Sept. 1627 besetzte Wallenstein während des 30-jährigen Krieges ohne Schwierigkeiten die Steinburg. Die kaiserlichen Truppen hielten den ganzen Krieg über die Burg und verschanzten sich dort. Ein Befreiungsversuch der Kremper Festungstruppen am 29. März 1628 blieb erfolglos.
- Nach dem Friedensschluss war die Burg wieder frei und offensichtlich trotz Besatzungszeit noch bewohnbar, so dass Christian IV am 6. Juli 1630 eine Holzladung zur Steinburg befördern ließ - „zu Behufs unserer Hofhaltung“. Auch Schreiben der Amtmänner gingen wieder von der Steinburg aus, aber auch von Drage. Der Amtssitz des Amtsschreibers Jacob Steinmann war noch 1639 in der Steinburg.
- Am 7. März 1640 erteilte König Christian IV seinem Rendsburger Amtmann Christian Rantzau, dem späteren Reichsgrafen, die Erlaubnis, auf dem Glückstädter Rethövel ein bequemes Wohnhaus zu bauen, für das er ihm eine Vielzahl Privilegien gewährte. Als Baumaterial schenkte er dem Grafen die Steine aus dem Abbruch der Steinburg. Deshalb wurde der Rantzausche Wohnsitz lange Zeit „die neue Steinburg“ genannt. In späterer Zeit wurde das Gebäude zum Zucht- und Tollhaus umgebaut.
- Nach dem Abbruch des Schlosses ca. 1641 bis 43 wurde das Amt Steinburg zunächst von Glückstadt und danach von Itzehoe aus verwaltet.

### Fortbestand als Schanze
Nach dem Abriss des Schlosses wurde die Festungsanlage zur Schanze ausgebaut. Diese bildete den östlichen Eckpunkt im Steinburger Festungsdreieck von Glückstadt, Krempe und eben der Steinburger Schanze. Vom alten Gebäudebestand waren einige Wirtschaftsgebäude stehen geblieben und das Vorwerk.
In den dänisch-schwedischen Kriegen (1644 / 1658) gewann sie noch mehrfach Bedeutung, da sie die Hauptlandstraße von Hamburg nach Itzehoe kontrollieren konnte. Sie wurde mit dänischen Truppen besetzt und konnte 1644 zwei schwedische Vorstöße zurückweisen. Im folgenden 2. dänisch-schwedischen Krieg hatte sie mehrere Überfälle hinzunehmen.
Im Jahre 1742 wurde von König Christian VI eine Modernisierung der Schanzenanlage erwogen und Christian Eberhard Detlev von Oetken mit der Erarbeitung von Vorschlägen betraut. Von ihm sind 2 Zeichnungen erhalten, die zwar nicht umgesetzt wurden, deren Wert aber darin besteht, dass sie den derzeitigen Bestand maßstabsgerecht darstellen:
- Der äußere Wall der Schanze hatte 4 Bastionen, von denen die südlichen Halbbastionen und die beiden nördlichen einfache Spitzbastionen waren.
- Diesen Wall umfing ein breiter 7,5 bis 20 m breiter, äußerer Burggraben, dem im Osten ein Ravelin vorgelagert war. An einem sehr engen Uferstreifen zwischen der Kremper Au und der Südwestbastion wurde der Graben mittels einer Zugbrücke gequert.
- Im Innern umschloss ein 8,5 bis 16 m breiter Graben den alten Burgplatz, der ein abgerundetes Quadrat von 70 bis 75 m bildete und auf dem der Pulverturm stand. Eine Brücke führte über den südlichen Grabenabschnitt.
- Den Wasserzufluss von der Kremper Au zum Festungsgraben sicherte ein langer Graben im Osten.

Keiner der beiden Pläne wurde ausgeführt. Stattdessen wurde im Jahre 1763 die Demolierung der Schanze verfügt und das zugehörige Land in Zeitpacht vergeben. Die Vorwerksländereien waren schon 100 Jahre zuvor verpachtet und im Jahre 1677 verkauft worden.

## Übertragung des Namens

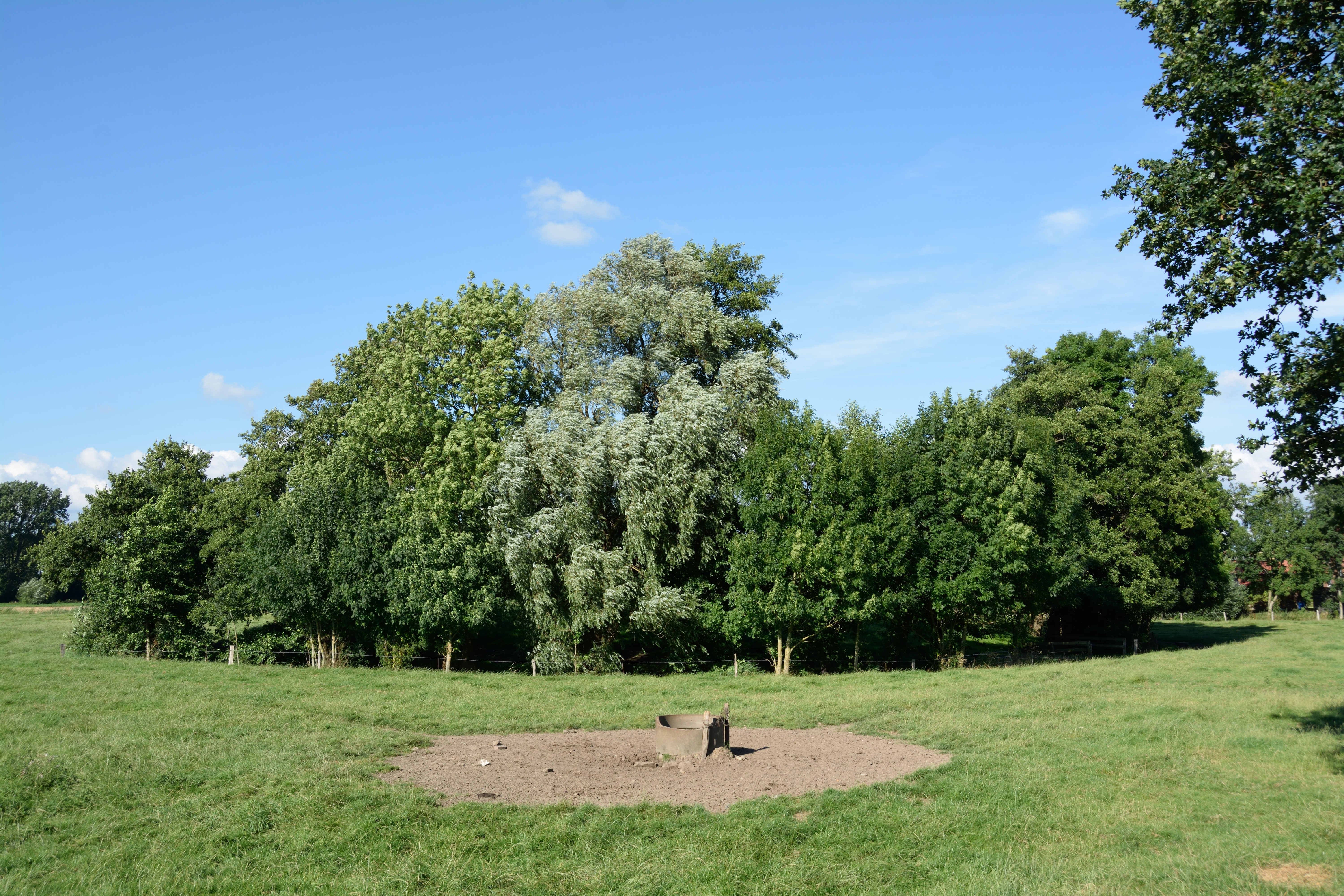
Ansicht vom Juli 2014

Nach der Annexion der Herzogtümer Schleswig und Holstein in der Folge des Deutsch-Dänischen und des Preußisch-Österreichischen Krieges (1864 und 1866) wurden die Herzogtümer 1867 als Provinz Schleswig-Holstein in den Staat Preußen eingegliedert. Auf der Grundlage der „Verordnung, betreffend die Organisation der Kreis- und Distriktbehörden, sowie die Kreisvertretung in der Provinz Schleswig-Holstein“ vom 22. September 1867 wurden das Amt Steinburg, die Städte Itzehoe, Wilster, Crempe und Glückstadt sowie zahlreiche weitere Ortschaften zum Kreis Steinburg zusammengeschlossen. Entsprechen den neuen Verwaltungsstrukturen wurden das Amt des Amtmanns durch das des Königlich Preußischen Landrats ersetzt sowie das „Amt Steinburg“ in „Kreis Steinburg“ umbenannt.
Bis zu seiner Erweiterung um 17 Gemeinden des ehemaligen Kreises Rendsburg im Zuge einer Gebietsreform des Jahres 1970 blieb der Kreis Steinburg in seinen 1867 festgelegten Grenzen bestehen.
Der Sitz der Kreisverwaltung befindet sich bis heute in Itzehoe.